# باراصور
الباراصور (الاسم العلمي:†Barasaurus) هو جنس منقرض من نظيرات الزواحف يتبع فصيلة الأوينيتات من رتبة أشباه البركلوفونات. معروف في فترة البرمي المتأخر إلى العصر الترياسي في مدغشقر.

## أنواع الباراصور
له نوع وحيد هو الباراصور البيسيري.